# Fritte
 (mars 2020).
Si vous disposez d'ouvrages ou d'articles de référence ou si vous connaissez des sites web de qualité traitant du thème abordé ici, merci de compléter l'article en donnant les références utiles à sa vérifiabilité et en les liant à la section « Notes et références ».
Pour les articles ayant des titres homophones, voir Frite et Frite (objet).

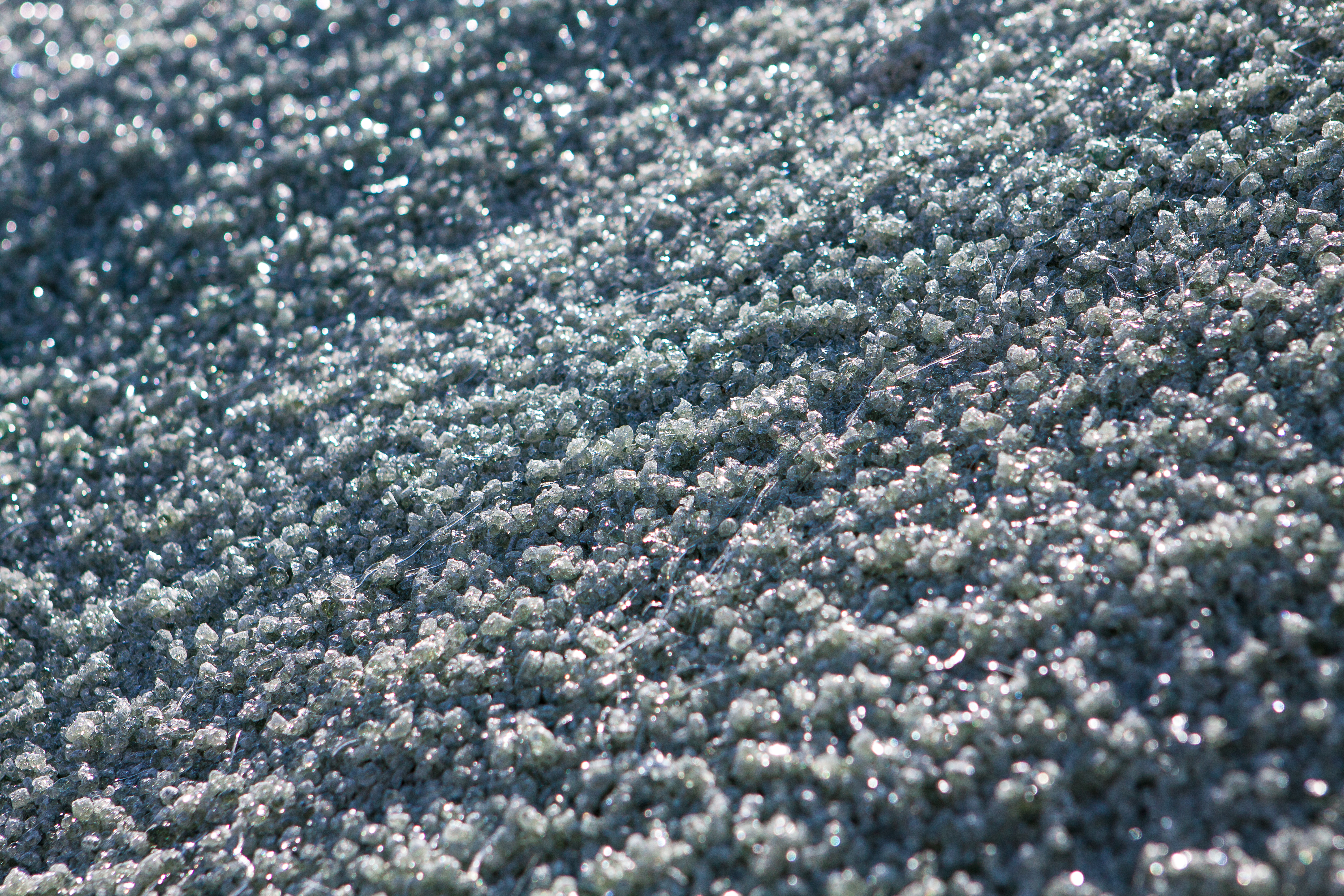

La fritte est une matière fusible artificielle constituée principalement de verre pilé, un des constituants d'un émail.

## Utilisation
Son utilisation est rendue nécessaire par le procédé d'émaillage.[réf. nécessaire] En effet, l'émail est posé en poudre humide sur le tesson, ce qui rend possible la migration des composés solubles dans l'eau, comme la soude, dans le tesson et deviennent ainsi indisponibles pour la fusion de l'émail.[pas clair]
Dans l’Égypte antique, elle est utilisée au Moyen Empire notamment pour former les hippopotames et certains petits objets qu'on retrouve dans les tombes. Au Nouvel Empire, elle est utilisée majoritairement pour former des coupes bleues.

## Technique
Pour former un objet en fritte, on forme d'abord le corps de l'objet. Celui-ci est modelé à partir d'une pâte composée d'une poudre de sable, de calcite, d'alcalins, d'oxydes métalliques (pour la couleur) et de silice, ajoutée d'eau. Lors de la cuisson (de 800 à 900 °C environ), les grains de silice fondent et se cimentent, tandis que les alcalins fondent et migrent pour former la glaçure.
Les motifs, peints à l'oxyde de manganèse, sont dessinés avant la cuisson.

La vitrification de la couverte lors de la cuisson les protège et empêche qu'ils ne s'effacent.